# Championnat de Lettonie de football 2015
Navigation
2014 2016
La saison 2015 du championnat de Lettonie de football est la 25e édition de la première division lettone. La Virslīga regroupe les huit meilleurs clubs lettons au sein d'une poule unique qui s'affrontent quatre fois durant la saison, deux fois à domicile et deux fois à l’extérieur. À l'issue de la saison, le dernier du classement est relégué et l'avant-dernier doit disputer un barrage de promotion-relégation face au 2e de D2.
C'est le FK Liepāja qui remporte le titre cette saison après avoir terminé en tête du classement final, avec sept points d'avance sur le Skonto Riga et neuf sur le tenant du titre, le FK Ventspils. C'est le tout premier titre de champion de Lettonie de l'histoire du club.
Le 3 juin 2015, le FB Gulbene est exclu de la compétition à la suite de soupçons de matchs truqués. Tous ses résultats antérieurs sont annulés et le championnat se termine avec sept équipes.

## Participants
| \| FK Ventspils Skonto Riga FK Jelgava FK Liepāja Spartaks Jūrmala BFC Daugavpils Metta/LU Riga FB Gulbene \| Localisation des clubs engagés dans le championnat. |
| FK Ventspils Skonto Riga FK Jelgava FK Liepāja Spartaks Jūrmala BFC Daugavpils Metta/LU Riga FB Gulbene                                                           |

| Club             | Dernière montée | Classement 2014 | Entraîneur         | Depuis | Stade           | Capacité théorique |
| ---------------- | --------------- | --------------- | ------------------ | ------ | --------------- | ------------------ |
| FK Ventspils     | 1997            | 1er             | Paul Ashworth      | 2015   | Stade Ventspils | 3 200              |
| Skonto Riga      | 1991            | 2e              | Tamaz Pertia       | 2012   | Stade Skonto    | 9 500              |
| FK Jelgava       | 2010            | 3e              | Vitālijs Astafjevs | 2014   | Zemgales Centrs | 1 560              |
| FK Liepāja       | 2014            | 4e              | Viktors Dobrecovs  | 2014   | Stade Daugava   | 5 000              |
| Spartaks Jūrmala | 2012            | 6e              | Roman Pylypchuk    | 2014   | Stade Slokas    | 2 500              |
| BFC Daugavpils   | 2014            | 8e              | Kirils Kurbatovs   | 2011   | Stade Celtnieks | 2 000              |
| FS Metta/LU Riga | 2012            | 9e              | Andris Riherts     | 2006   | Stade Arkādija  | 500                |
| FB Gulbene       | 2015            | 1er (1. līga)   | Igors Korabļovs    | 2013   | Stade Gulbenes  | 1 500              |

Légende des couleurs
- Deuxième tour de qualification de la Ligue des champions 2015-2016
- Premier tour de qualification de la Ligue Europa 2015-2016
- Promu de 1. līga 2014

## Compétition
Le classement est calculé avec le barème de points suivant : une victoire vaut trois points, le match nul un. La défaite ne rapporte aucun point.
Critères de départage :
1. plus grand nombre de points ;
2. plus grande différence de buts générale ;
3. plus grand nombre de buts marqués ;
4. plus grande différence de buts particulière

### Classement
| Rang | Équipe              | Pts | J  | G  | N  | P  | Bp | Bc | Diff |
| ---- | ------------------- | --- | -- | -- | -- | -- | -- | -- | ---- |
| 1    | FK Liepāja          | 52  | 24 | 15 | 7  | 2  | 48 | 23 | +25  |
| 2    | Skonto Riga         | 45  | 24 | 13 | 6  | 5  | 43 | 23 | +20  |
| 3    | FK VentspilsT       | 43  | 24 | 11 | 10 | 3  | 39 | 16 | +23  |
| 4    | FK JelgavaC         | 41  | 24 | 11 | 8  | 5  | 26 | 18 | +8   |
| 5    | FK Spartaks Jurmala | 21  | 24 | 5  | 6  | 13 | 20 | 36 | -16  |
| 6    | BFC Daugavpils      | 14  | 24 | 2  | 8  | 14 | 14 | 37 | -23  |
| 7    | FS Metta/LU Riga    | 12  | 24 | 3  | 3  | 18 | 19 | 56 | -37  |
| 8    | FB GulbeneP         | 0   | 0  | 0  | 0  | 0  | 0  | 0  | 0    |

|  | Qualification pour le 2e tour de qualification de la Ligue des champions 2016-2017           |
|  | Qualification pour le 1er tour de qualification de la Ligue Europa 2016-2017                 |
|  | Participation au barrage de promotion-relégation                                             |
|  | Relégation extra-sportive                                                                    |
|  | T : Tenant du titre C : Vainqueur de la Coupe de Lettonie 2015-2016 P : Promu de 2e division |

- Le Skonto Riga ne parvient pas à obtenir de licence UEFA.

### Matchs
| Résultats (▼dom., ►ext.) | BFC | JEL | LIE | MLU | SKO | SPJ | VEN | BFC | JEL | LIE | MLU | SKO | SPJ | VEN |
| BFC Daugavpils           |     | 0-1 | 1-1 | 2-0 | 0-0 | 0-1 | 1-1 |     | 0-2 | 0-4 | 0-0 | 2-3 | 0-2 | 1-1 |
| FK Jelgava               | 2-0 |     | 1-2 | 1-0 | 0-0 | 1-1 | 0-0 | 1-0 |     | 1-1 | 3-1 | 0-2 | 1-0 | 0-0 |
| FK Liepāja               | 1-1 | 2-1 |     | 3-1 | 3-2 | 0-0 | 0-0 | 1-0 | 1-0 |     | 2-0 | 2-2 | 4-1 | 3-2 |
| FS Metta/LU Riga         | 2-1 | 1-1 | 1-4 |     | 0-1 | 1-2 | 0-3 | 0-2 | 2-4 | 0-4 |     | 1-5 | 3-2 | 0-2 |
| Skonto FC                | 4-1 | 1-0 | 1-0 | 4-0 |     | 2-1 | 1-1 | 0-0 | 2-3 | 1-2 | 3-1 |     | 2-1 | 0-2 |
| FK Spartaks Jurmala      | 1-1 | 0-0 | 1-2 | 2-2 | 1-0 |     | 0-2 | 2-1 | 0-1 | 0-2 | 0-3 | 1-3 |     | 0-0 |
| FK Ventspils             | 3-0 | 0-0 | 3-3 | 2-0 | 0-0 | 2-0 |     | 4-0 | 1-2 | 3-1 | 3-0 | 1-3 | 3-1 |     |

### Barrage de promotion-relégation
À la fin de la saison, l'avant-dernier de Virslīga affronte le second de 1. līga pour tenter de se maintenir.
| Équipe 1         | Résultat | Équipe 2         | Aller | Retour |
| ---------------- | -------- | ---------------- | ----- | ------ |
| FS Metta/LU Riga | 9 - 3    | (D2) FK Valmiera | 3 - 1 | 6 - 2  |

- Les deux clubs se maintiennent dans leur championnat respectif.

## Bilan de la saison
| Championnat de Lettonie de football 2015 |                        |
| Champion                                 | FK Liepāja (1er titre) |
| Coupes et trophées                       |                        |
| Vainqueur de la Coupe de Lettonie 2015   | FK Jelgava             |
| Qualifications continentales             |                        |
| Ligue des champions 2016-2017            | FK Liepāja             |
| Ligue Europa 2016-2017                   | FK Ventspils           |
| Ligue Europa 2016-2017                   | FK Jelgava             |
| Ligue Europa 2016-2017                   | FK Spartaks Jurmala    |
| Promotions et relégations                |                        |
| Promus en Virslīga                       | FC Caramba/Dinamo      |
| Relégués en 1. līga                      | FB Gulbene             |

## Statistiques et récompenses

### Classement des buteurs
| Rang | Nom                   | Équipe       | Buts |
| 1    | Dāvis Ikaunieks       | FK Liepāja   | 15   |
| 2    | Ndue Mujeci           | FK Ventspils | 11   |
| 3    | Vladislavs Gutkovskis | Skonto Riga  | 10   |
| 4    | Andrejs Kovaļovs      | Skonto Riga  | 8    |
| 4    | Ģirts Karlsons        | FK Ventspils | 8    |

### Récompenses mensuelles
| Mois               |                  |              |
| Mois               | Joueur           | Club         |
| ------------------ | ---------------- | ------------ |
| Mars / Avril       | Cristián Torres  | FK Liepāja   |
| Mai                | Gints Freimanis  | FK Jelgava   |
| Juin               | Daniils Turkovs  | FK Ventspils |
| Juillet            | Mārcis Ošs       | FK Jelgava   |
| Août               | Vladimirs Kamešs | FK Liepāja   |
| Septembre          | Dāvis Ikaunieks  | FK Liepāja   |
| Octobre / Novembre | Dāvis Ikaunieks  | FK Liepāja   |

| Mois               |                    |              |
| Mois               | Entraîneur         | Club         |
| ------------------ | ------------------ | ------------ |
| Mars / Avril       | Viktors Dobrecovs  | FK Liepāja   |
| Mai                | Vitālijs Astafjevs | FK Jelgava   |
| Juin               | Jurģis Pučinskis   | FK Ventspils |
| Juillet            | Vitālijs Astafjevs | FK Jelgava   |
| Août               | Viktors Dobrecovs  | FK Liepāja   |
| Septembre          | Viktors Dobrecovs  | FK Liepāja   |
| Octobre / Novembre | Paul Ashworth      | FK Ventspils |